# François Lehoux
Pour les articles homonymes, voir Lehoux.
Pierre-François Lehoux, né à Paris le 25 juin 1803 et mort dans la même ville le 12 octobre 1889, est un peintre orientaliste français.
Il est le père du peintre Pascal Lehoux (1844-1896).

## Biographie
Pierre-François Lehoux illustre par ses œuvres les débuts de l'orientalisme. Inspiré par le travail de Théodore Géricault, il terminera certaines de ses œuvres à sa mort. Élève d'Antoine-Jean Gros et d'Horace Vernet, il participe à l'expédition de Champollion en Égypte et reste deux ans sur place. En janvier 1827, il entame un voyage en Syrie avec Alexandre de Laborde. Il expose des paysages orientaux au Salon, ce qui contribue à faire évoluer la représentation traditionnelle du paysage.
Lehoux est inhumé à Paris au cimetière du Père-Lachaise (9e division),.

Œuvres de François Lehoux
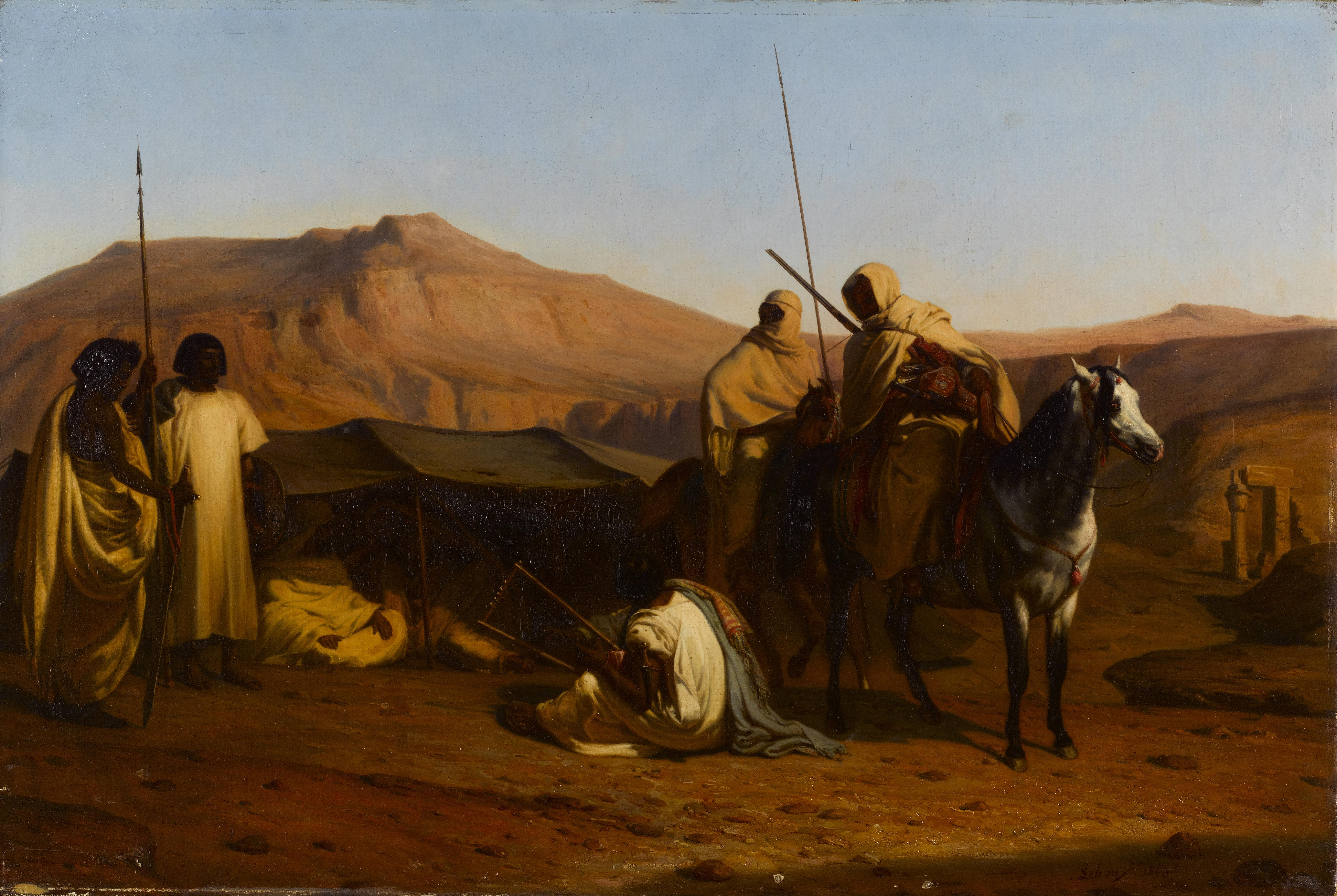
L'Improvisateur nubien (1853), musée des Beaux-Arts de Rouen.
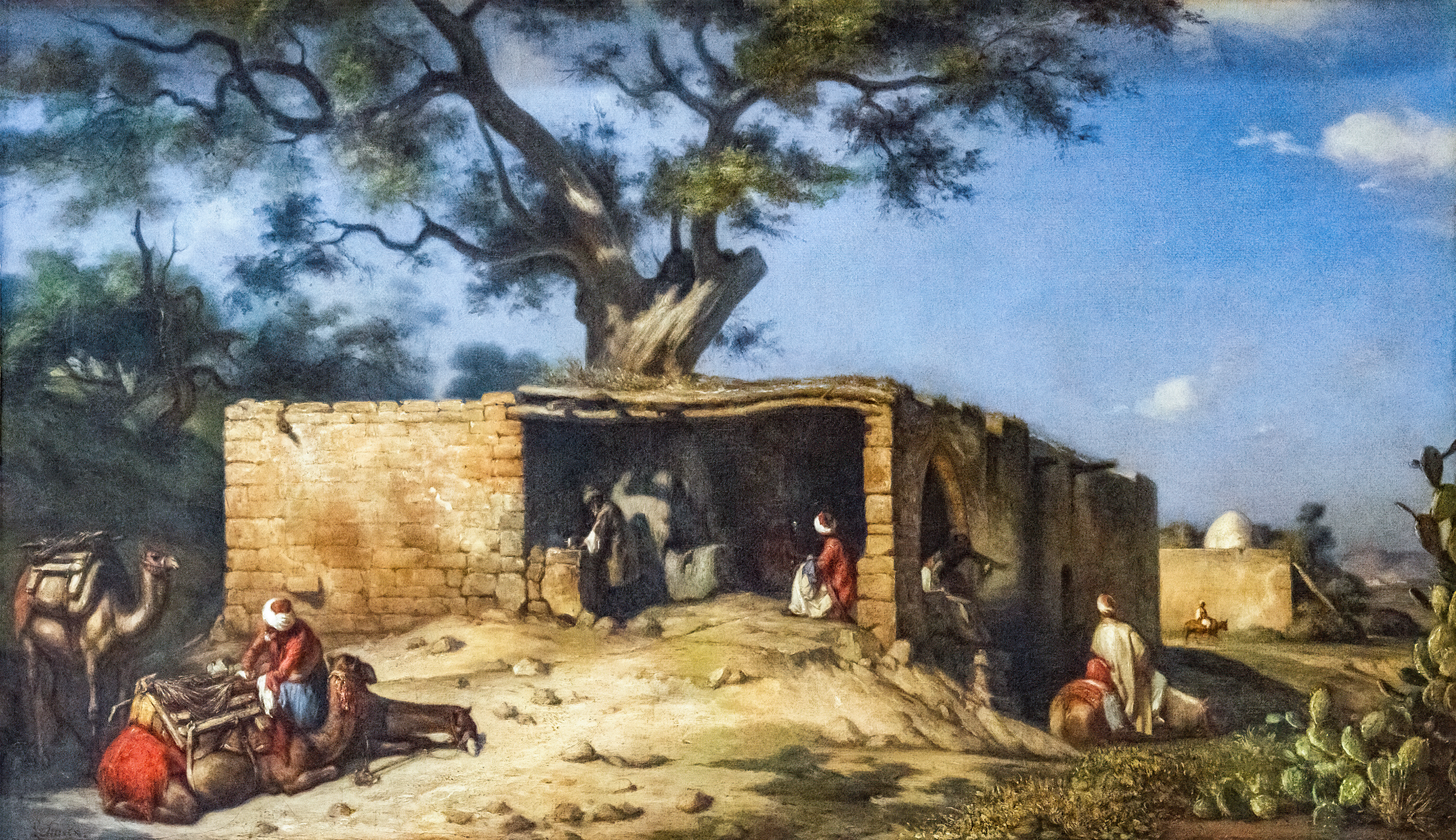
Vue d'un petit khan près de Beyrouth (1863), musée d'Art et d'Histoire de Narbonne[4]..
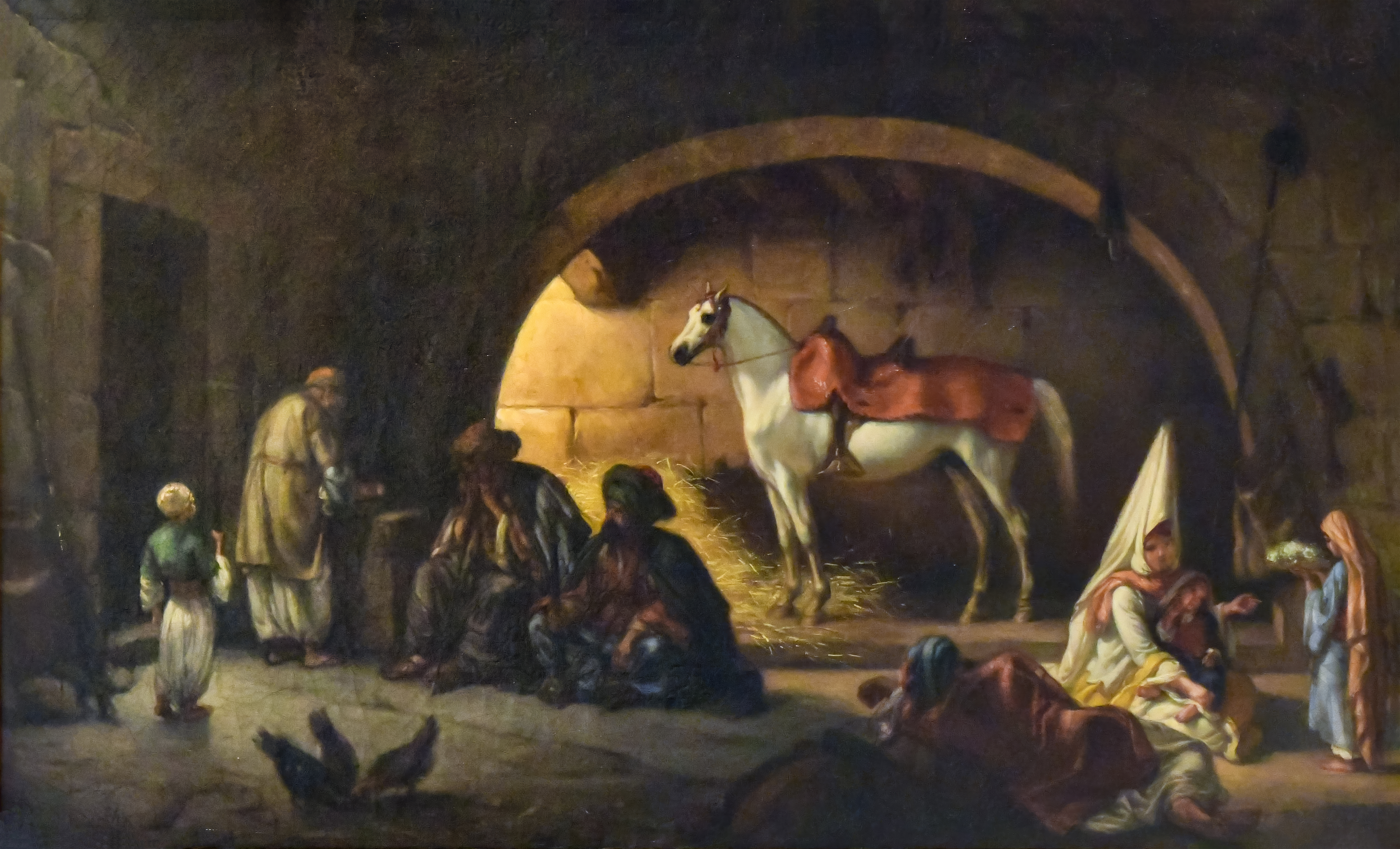
Repos de voyageurs syriens dans un Khan près de Beyrouth (1882), musée d'Art et d'Histoire de Narbonne[5].